# Volksabstimmungen in der Schweiz 2015
Dieser Artikel bietet eine Übersicht der Volksabstimmungen in der Schweiz im Jahr 2015.
In der Schweiz fanden 2015 auf Bundesebene sechs Volksabstimmungen statt, im Rahmen zweier Urnengänge am 8. März und am 14. Juni. Dabei handelte es sich um vier Volksinitiativen, ein fakultatives Referendum und ein obligatorisches Referendum.

## Abstimmungen am 8. März 2015

### Ergebnisse
| Nr. | Vorlage | Art | Stimm- berechtigte | Abgegebene Stimmen | Beteiligung | Gültige Stimmen | Ja        | Nein      | Ja-Anteil | Nein-Anteil | Stände | Ergebnis |
| --- | --- | --- | ------------------ | ------------------ | ----------- | --------------- | --------- | --------- | --------- | ----------- | ------ | -------- |
| 590 | Eidgenössische Volksinitiative vom 5. November 2012 «Familien stärken! Steuerfreie Kinder- und Ausbildungszulagen» | VI  | 5'254'965          | 2'210'891          | 42,07 %     | 2'187'904       | 0'537'795 | 1'650'109 | 24,58 %   | 75,42 %     | 0:23   | nein     |
| 591 | Eidgenössische Volksinitiative vom 17. Dezember 2012 «Energie- statt Mehrwertsteuer»                               | VI  | 5'254'965          | 2'210'121          | 42,06 %     | 2'185'731       | 0'175'405 | 2'010'326 | 08,03 %   | 91,97 %     | 0:23   | nein     |

### Steuerfreie Kinderzulagen
Erstmals seit 1941 reichte die CVP im November 2012 eine Volksinitiative ein. Während es damals um die Einführung von Kinderzulagen gegangen war (1945 mit der Annahme eines Gegenentwurfs teilweise verwirklicht), forderte die CVP nun die Ergänzung des betreffenden Verfassungsartikels um den Satz «Kinder- und Ausbildungszulagen sind steuerfrei». Damit sollte die gängige Praxis geändert werden, dass diese Zulagen dem steuerbaren Einkommen zugerechnet werden. Bundesrat und Parlament lehnten die Initiative ab, denn sie hätte Steuerausfälle in der Höhe von einer Milliarde Franken für Bund, Kantone und Gemeinden zur Folge, die kompensiert oder durch Sparmassnahmen ausgeglichen werden müssten. Unterstützung für ihr Anliegen erhielt die CVP von der SVP und der EVP. Die Befürworter machten geltend, dass die Steuersenkungen nicht nur privilegierten Familien, sondern durchaus dem breiten Mittelstand zugute kämen. Zudem sei es widersinnig, dass ein Fünftel des Geldes in Form von Steuern sogleich in die Staatskasse zurückfliesse. Elf kantonale Finanzdirektoren aus den Reihen der CVP bezogen jedoch Stellung gegen die Initiative ihrer eigenen Partei, da sie vor allem für die Kantone hohe Ausfälle befürchteten. Dieser Meinung schlossen sich auch Vertreter der übrigen Parteien an. Die SP war zudem der Ansicht, dass pauschale Steuergutschriften pro Kind vorzuziehen seien, weil davon alle Familien profitieren würden. Über drei Viertel der Abstimmenden und alle Kantone lehnten die Initiative ab.

### Energie- statt Mehrwertsteuer
Im Dezember 2012 reichte die GLP erstmals überhaupt eine Volksinitiative ein. Anstelle wie bisher Arbeit und Umsatz sollten nichterneuerbare Energien besteuert werden, um auf diese Weise die Umstellung auf erneuerbare Energien zu beschleunigen, den Energieverbrauch zu senken und einen wichtigen Beitrag zur Energiewende zu leisten. Zu diesem Zweck sollte der Bund eine Steuer auf nichterneuerbarer Primärenergie erheben, die nach spätestens fünf Jahren die Mehrwertsteuer vollständig ersetzen sollte. Unterstützung erhielten die Initianten nur von den Grünen. Die Befürworter argumentierten, die Initiative schaffe Kostenwahrheit bei der Energie, belohne ökologisches Verhalten, reduziere den bürokratischen Aufwand und verringere die Abhängigkeit von Energieimporten aus dem Ausland. Alle anderen Parteien warnten vor allem vor massiv höheren Kosten für Geringverdiener, beispielsweise durch einen Benzinpreis von fünf Franken pro Liter, oder vor massiven finanziellen Nachteilen für Mieter in günstigen, aber schlecht isolierten Wohnungen. Die Wirtschaftsverbände wiederum befürchteten höhere Gestehungskosten für Gewerbe und Unternehmen, was zu einem Wettbewerbsnachteil gegenüber der ausländischen Konkurrenz führen würde. Nur gerade acht Prozent der Abstimmenden wollten die Vorlage annehmen; dies entspricht dem zweittiefsten Wert, den eine Initiative je erreicht hat. Gemäss Vox-Analyse hielten viele Abstimmende den Ersatz der weitherum akzeptierten Mehrwertsteuer für viel zu riskant.

## Abstimmungen am 14. Juni 2015

### Ergebnisse
| Nr. | Vorlage | Art | Stimm- berechtigte | Abgegebene Stimmen | Beteiligung | Gültige Stimmen | Ja        | Nein      | Ja-Anteil | Nein-Anteil | Stände | Ergebnis |
| --- | --- | --- | ------------------ | ------------------ | ----------- | --------------- | --------- | --------- | --------- | ----------- | ------ | -------- |
| 592 | Bundesbeschluss vom 12. Dezember 2014 über die Änderung der Verfassungsbestimmung zur Fortpflanzungsmedizin und Gentechnologie im Humanbereich | OR  | 5'265'120          | 2'290'993          | 43,51 %     | 2'224'478       | 1'377'613 | 0'846'865 | 61,93 %   | 38,07 %     | 18½:4½ | ja       |
| 593 | Eidgenössische Volksinitiative vom 20. Januar 2012 «Stipendieninitiative»                                                                      | VI  | 5'265'120          | 2'287'555          | 43,45 %     | 2'222'195       | 0'610'284 | 1'611'911 | 27,46 %   | 72,54 %     | 0:23   | nein     |
| 594 | Eidgenössische Volksinitiative vom 15. Februar 2013 «Millionen-Erbschaften besteuern für unsere AHV (Erbschaftssteuerreform)»                  | VI  | 5'265'120          | 2'301'320          | 43,71 %     | 2'271'833       | 0'657'851 | 1'613'982 | 28,96 %   | 71,04 %     | 0:23   | nein     |
| 595 | Änderung vom 26. September 2014 des Bundesgesetzes über Radio und Fernsehen                                                                    | FR  | 5'265'120          | 2'297'963          | 43,65 %     | 2'253'395       | 1'128'522 | 1'124'873 | 50,08 %   | 49,92 %     | –      | ja       |

### Fortpflanzungsmedizin und Gentechnologie
Im Juni 2013 präsentierte der Bundesrat einen Entwurf für die Änderung des Verfassungsartikels über die Fortpflanzungsmedizin, mit der die bisher verbotene Präimplantationsdiagnostik (PID) unter gewissen Bedingungen erlaubt werden sollte. Paare, die auf natürlichem Weg keine Kinder bekommen können oder die von einer schweren Erbkrankheit betroffen sind, sollten die PID in Anspruch nehmen dürfen. Während bisher nur drei ausserhalb des Körpers der Frau gezeugte Embryonen untersucht werden durften (was bei der anschliessenden Auswahl vor Einsetzen in die Gebärmutter medizinisch nicht sinnvoll möglich war), sollten nun so viele verwendet werden dürfen, «als für eine medizinisch unterstützte Fortpflanzung notwendig sind». Gleichzeitig mit dem Verfassungsartikel beriet das Parlament auch die Ausführungsbestimmungen im Fortpflanzungsmedizingesetz, damit der genaue Anwendungsbereich der PID (bzw. deren Einschränkung) bereits bekannt sein würde. Für die Verfassungsänderung traten BDP, FDP, GLP und Grüne ein, während die CVP nur sehr knapp zustimmte und die SP Stimmfreigabe beschloss. Die Befürworter waren der Ansicht, dass der PID weiterhin enge Grenzen gesetzt seien. Ausserdem bewahre eine bereits vor dem Einsetzen der Embryonen durchgeführte Untersuchung Paaren mit Kinderwunsch davor, bei der Diagnose schwerer Erbkrankheiten einen Schwangerschaftsabbruch vornehmen zu müssen. Gegen die Vorlage sprachen sich EVP, SVP und zahlreiche CVP-Vertreter aus. Die Zulassung der PID werde dazu führen, dass künftig eugenische Eingriffe und Kinder mit gewünschten Eigenschaften nicht mehr verhindert werden könnten. Ebenso könnte die gesellschaftliche Akzeptanz von Menschen mit Behinderung abnehmen. Die Vorlage erzielte ein deutliches Volks- und Ständemehr. Über das neue Fortpflanzungsmedizingesetz wurde im Juni 2016 abgestimmt.

### Stipendieninitiative
2009 vereinbarten mehrere Kantone ein interkantonales Konkordat im Bereich der Stipendien, das 2013 in Kraft trat. Dessen Ziel waren die Harmonisierung der kantonalen Gesetzgebungen und die Festlegung von Grundsätzen und Mindeststandards. Der Verband der Schweizer Studierendenschaften (VSS) kritisierte, dass die Unterschiede zwischen den Ansätzen der verschiedenen Kantone noch immer zu gross seien und dass die gesprochenen Mittel in den letzten Jahren abgenommen hätten. Aus diesem Grund reichte er im Januar 2012 eine Volksinitiative ein. Demnach sollte zukünftig der Bund für die Gesetzgebung über die Vergabe von Stipendien zuständig sein. Ausbildungsbeiträge sollten den Empfängern zudem einen minimalen Lebensstandard ermöglichen. Bundesrat und Parlament befanden, dass die Initiative berechtigte Anliegen aufgreife, dabei aber übers Ziel hinausschiesse. Sie stellten ihr einen indirekten Gegenvorschlag entgegen, eine Totalrevision des Ausbildungsbeitragsgesetzes, die bei der Ablehnung in Kraft treten würde. Unterstützung erhielt der VSS von linken Parteien, Gewerkschaften und den Akademien der Wissenschaften Schweiz. Die Befürworter hielten die kantonalen Unterschiede für nicht gerechtfertigt, da sie der Chancengerechtigkeit im Wege stünden; sie sahen in der Vorlage auch eine Lösung für den Fachkräftemangel. Auf Seiten der Gegner stellten bürgerliche Parteien und Wirtschaftsverbände vor allem die höheren Kosten in den Vordergrund; ausserdem würden die bereits bestehenden Harmonisierungsbemühungen des Konkordats untergraben. Fast drei Viertel der Abstimmenden und alle Kantone verwarfen die Vorlage. Die Vox-Analyse ergab, dass sie selbst im linken Lager keine klare Mehrheit gefunden hatte.

### Erbschaftssteuerreform
SP, Grüne und EVP reichten im Februar 2013 eine Volksinitiative ein, mit der sie die Einführung einer zwanzigprozentigen Erbschafts- und Schenkungssteuer forderten. Vermögen von zwei Millionen Franken, Schenkungen bis zu 20'000 Franken pro Jahr und Person sollten von der Steuer befreit sein, ebenso Zuwendungen an Ehe- und eingetragene Partner. Um den Weiterbestand von vererbten Unternehmen nicht zu gefährden, sollten für diese besondere Ermässigungen gewährt werden. Zwei Drittel des Ertrags sollten dem Ausgleichsfonds der Alters- und Hinterlassenenversicherung (AHV) zugutekommen, der Rest den Kantonen. Obwohl der Gewerbeverband in einem Gutachten den Grundsatz der Einheit der Materie verletzt sah (Verknüpfung von Steuerreform und AHV-Finanzierung), erklärte das Parlament die Initiative für gültig und lehnte sie wie der Bundesrat dennoch ab. Linke Parteien und Gewerkschaften unterstützten die Initiative geschlossen. Die Befürworter bezeichneten die neue Steuer als «fair und nützlich» im Hinblick auf die zunehmende Vermögenskonzentration und die zusätzlichen Einnahmen für die AHV. Ausserdem handle es sich um eine massvolle Abgabe, die kleine und mittlere Erbschaften entlasten sowie Familienunternehmen schonen würde. Die bürgerlichen Parteien und Wirtschaftsverbände prognostizierten hingegen negative Einflüsse auf Familienunternehmen und KMU. Ausserdem sei der Eingriff in die Steuerhoheit der Kantone aus föderalistischer Sicht bedenklich. Über sieben Zehntel der Abstimmenden und alle Kantone lehnten die Vorlage ab.

### Änderung des Radio- und Fernsehgesetzes
Im Mai 2013 schlug der Bundesrat eine Änderung des Radio- und Fernsehgesetzes (RTVG) vor, die einen Systemwechsel bei der geräteabhängigen Empfangsgebühr vorsah. Sie sollte durch eine allgemeine Abgabe abgelöst werden, da wegen des technologischen Wandels nicht nur Radios und Fernseher, sondern zunehmend auch Smartphones, Tablets und Computer als Empfangsgeräte genutzt würden. Durch die Verteilung der Gebühren auf mehr Zahlende sollte der an die Billag zu entrichtende Jahresbetrag von 462 auf 400 Franken je Haushalt sinken. Ebenso würden mehr Gelder an private Radio- und Fernsehstationen verteilt. Vor allem im Nationalrat war die Vorlage sehr umstritten. So wurde die Streichung der ebenfalls vorgesehenen Abgabepflicht für Unternehmen nur mit Stichentscheid des Präsidenten abgelehnt. Nachdem beide Kammern der Gesetzesrevision eher knapp zugestimmt hatten, ergriff der Gewerbeverband erfolgreich das Referendum. Unterstützung erhielt er von SVP, FDP und GLP, die vor allem die Abgabepflicht für Unternehmen kritisierten. Allerdings fiel die vom Gewerbeverband geführte Kampagne durch ihre Gehässigkeit negativ auf und war vor allem von der Kritik an die Adresse der SRG geprägt, die von 92 Prozent der eingenommenen Gebühren profitiere. Für die Vorlage setzten sich SP, CVP, Grüne, EVP und BDP ein, unterstützt von Gewerkschaften und dem Verband Schweizer Medien. Sie entgegneten, dass die Abgabepflicht für Unternehmen erst ab einem Umsatz von 500'000 Franken vorgesehen sei, sodass drei Viertel von dieser befreit bleiben würden. Ebenfalls von der Abgabepflicht befreit seien Empfänger von AHV-Ergänzungsleistungen oder Bewohner von Alters- und Studentenwohnheimen. Das Ergebnis fiel hauchdünn zugunsten der Vorlage aus, mit 3'649 mehr Ja- als Nein-Stimmen; es handelte sich um das bisher knappste Abstimmungsergebnis überhaupt.